# Grupo de artistas de vanguardia
El Grupo de artistas de vanguardia fou un col·lectiu artístic argentí.
Tucumán Arde és el títol de l'exposició que va tenir lloc a Rosario i Buenos Aires l'any 1968 i que explorava les causes de l'empobriment de la província argentina de Tucumán com a resultat del tancament de les indústries del sucre sota el règim d'Onganía. És un dels exemples més destacats d'art polític i d'investigació a l'Amèrica Llatina. A començaments de l'any 1968, un grup d'artistes, periodistes i sociòlegs de Buenos Aires i Rosario van realitzar diverses accions que, mitjançant l'art i amb l'exposició esmentada, volien denunciar la distància existent entre realitat i política. Entre els seus membres més destacats, hi figuraven Graciela Carnevale, León Ferrari, Roberto Jacoby i Norberto Puzzolo.